# Pécsvárad
Pécsvárad je mesto na Madžarskem, ki upravno spada pod podregijo Pécsváradi Županije Baranja.